# Silent War
Silent War was een Nederlandse indie-rockband uit Amsterdam die in 2014 werd opgericht.

## Geschiedenis
De band bestond uit Josha van der Horst (zang en gitaar), Dennis Jonker (gitaar), Paul Much (drums), Max Snel (synthesizer en percussie) en Coen Peddemors (basgitaar en achtergrondzang). Na zich gekwalificeerd te hebben voor de Amsterdamse Popprijs 2014, wist de band een finaleplaats te bemachtigen in Paradiso. Later speelde de groep mee met de Herman Brood Academie on Tour (2015) en kwam Silent War in de top 10 van meest geboekte bands van Popronde 2016.
In 2018 werkte Silent War met een andere formatie aan een nieuwe ep. Voor deze ep werkte de band samen met producent Huub Reijnders. De band speelde dat jaar in het voorprogramma van The Brahms en bij Kevin op 3FM. In september 2018 maakte Silent War bekend te stoppen na een aantal afscheidsoptredens in oktober.

## Discografie
- 2017 - Nightfall (single)
- 2018 - Animals (single)